# 최권능
최권능(본명: 최봉석, 1869년 ~ 1944년)은 예수천당 불신지옥으로 유명한 목사이다.
그는 전도에 미친 목사로 알려져 있다. 그가 세운 교회 수가 80여개, 그로 인해 예수 그리스도를 주로 고백한 이들이 수천,수만에 달한다고 한다. 박형룡박사도 그에 의해 영향을 받아 회심을 하였다고 전한다. 해방 후 1946년 봄에 산정현교회는 그의 순교기념비를 건립하였다.